# Cathédrale Notre-Dame-de-l'Immaculée-Conception de Sarh
Pour les articles homonymes, voir Cathédrale de l'Immaculée-Conception.
La cathédrale Notre-Dame-de-l’Immaculée-Conception de Sarh est le siège du diocèse de Sarh au Tchad. Elle est dédiée à l'Immaculée Conception de la Bienheureuse Vierge Marie